# Estadi Nagai
L'Estadi Nagai és un estadi de futbol de la ciutat d'Osaka, a la Prefectura d'Osaka, al Japó. És l'estadi on juga de local el Cerezo Osaka de la J-League.
És un dels estadis on es va disputar la Copa del Món de futbol 2002, jugant-se un total de tres partits, dos de la primera fase i una semifinal. També ha estat seu del Campionat del Món d'Atletisme 2007.